# Andropolia aedon
Andropolia aedon là một loài bướm đêm thuộc họ Noctuidae. Nó được tìm thấy ở British Columbia và Alberta phía nam đến California.
Sải cánh dài 42–46 mm (1,7–1,8 in). Con trưởng thành bay từ tháng 7 đến tháng 8.
Ấu trùng ăn Alnus, Acer, Holodiscus discolor và Physocarpus capitatus.